# Рикун Валерій Васильович
Рику́н Вале́рій Васи́льович (5 вересня 1950, СРСР — 2 серпня 2025) — колишній радянський футболіст, що виступав на позиції опорного півзахисника. Виступав у складі дніпропетровського «Дніпра» та юнацької збірної СРСР. Батько екс-футболіста збірної України Олександра Рикуна.

## Життєпис
Футбольний шлях розпочав у дніпропетровському «Дніпрі», де швидко став одним з улюбленців вболівальників через філігранну техніку, азарт та небажання програвати. У 1969 році у складі юнацької збірної СРСР здобув бронзові нагороди континентального чемпіонату Європи, отримавши звання найкращого півзахисника турніру. Після цього юнака забрали до дублю київського «Динамо» під прикриттям служби у внутрішніх військах, хоча тренер збірної Євген Лядін складав йому протекцію до «Динамо» московського. Заграти у команді, де на провідних ролях були такі гравці, як Блохін та Веремєєв, Рикуну не вдалося, а згодом через певні проблеми його було взагалі відраховано з футбольної команди та переведено до військової частини. Після закінчення служби повернувся до Дніпропетровська, однак на передсезонному зборі в Сочі разом з партнером по клубу Василем Лябиком серйозно порушив режим і, відмовившись вибачитися перед Валерієм Лобановським, що тренував на той час «дніпрян», був відрахований з клубу, після чого влаштувався слюсарем на завод та продовжив виступи на аматорському рівні за команду «Вихор». Декілька років поспіль визнавався найкращим гравцем чемпіонату області. У 1974 році був відрахований з «Вихора», але продовжив виступи в аматорському футболі, перекваліфікувавшись у центрального захисника.
Помер у ніч з 1 на 2 серпня 2025 року в Дніпрі..

## Сім'я
- Син Валерія Рикуна — Олександр, колишній футболіст, відомий перш за все виступами у складі дніпропетровського «Дніпра», харківського «Металіста» та збірної України. Один з найкращих плеймейкерів українського чемпіонату початку XXI століття.
- Окрім того, Валерій Рикун має доньку Наталію та онука Антона, що також вирішив пов'язати свою долю з футболом, виступаючи певний час у молодіжному складі «Металіста»[5].

## Досягнення
- Бронзовий призер юнацького чемпіонату Європи (1): 1969
- Найкращий півзахисник юнацького чемпіонату Європи (1): 1969